# Helena Maleno
Helena Maleno Garzón (El Ejido, 1 de agosto de 1970) es una defensora de Derechos Humanos, periodista, escritora e investigadora hispano-marroquí. Especialista en migraciones y trata de seres humanos, es Doctora Honoris Causa por la UIB. 
Fundadora y directora del Colectivo Caminando Fronteras, desde 2001 trabaja la Frontera Occidental Euroafricana, donde denuncia las violaciones de derechos humanos y acompaña a las comunidades migrantes subsaharianas durante el proceso migratorio, especialmente de mujeres y niños víctimas de violencia. 
Mediante su línea de atención 24/7 a personas migrantes que corren riesgo en el mar ha salvado más de 197.000 vidas.

## Trayectoria
Nacida en El Ejido, provincia de Almería, empieza a tomar contacto con los migrantes durante su etapa como asesora laboral en el Sindicato de Obreros del Campo. En el año 2001 migra a Marruecos con su hijo Ernesto, donde empieza a tejer amistad y alianza con las comunidades migrantes organizadas. Desarrolla investigaciones sobre externalización de fronteras, deportaciones y asilo para organizaciones como Sos Racismo, Oxfam Intermón o el Servicio Jesuita a Refugiados. Entre 2007 y 2009 es delegada en Marruecos de la Comisión Española de Ayuda al Refugiado (CEAR). 
Trabaja con Women's Link Worldwide en diferentes informes sobre la situación de las mujeres la perspectiva de género en el proceso migratorio. Ha realizado investigaciones sobre el terreno en Nigeria, Colombia, Alemania, Dinamarca, Francia, Marruecos y España, en las que compara y expone la problemática de la Trata de personas como un entramado internacional e industrial de esclavitud contemporánea. También ha colaborado con el Defensor del Pueblo de España, siendo autora del Informe Monográfico Nacional sobre la Trata de Seres Humanos. Ha sido consultora de la región MENA (Medio Oriente y Norte de África) para la Relatora de la Organización de las Naciones Unidas sobre el derecho a la solidaridad internacional en Doha, Catar.[cita requerida]. Es autora del informe de Action Aid / Alianza por la Solidaridad 'Alzando Voces. Mujeres que migran', presentado en el Parlamento Europeo y en el Global Compact for Migration de Marrakech.
Imparte conferencias y formaciones sobre Trata de Seres Humanos y migraciones a instituciones como el Consejo General del Poder Judicial de España, Defensores del Pueblo autonómicos, universidades españolas y latinoamericanas, ayuntamientos, gobiernos regionales y organizaciones como Cruz Roja Internacional, Religiosas Europeas Contra la Trata, la Coordinadora Estatal de ONGD o el Fondo por los Derechos Humanos Globales. Ha inaugurado la Open Borders Conference de Nueva York  y clausurado el International Film Festival and Forum on Human Rights en Ginebra (Suiza).
Es jurado del Premio internacional "Aurora Prize for Awakening Humanity" y del Premio Derechos Humanos de la Asociación Pro Derechos Humanos de España. Además, escribe como articulista en diversos medios de comunicación como eldiario.es y Público y en 2017 fue elegida por el periódico El País como una de las 10 mujeres africanas del año.
En el terreno audiovisual ha colaborado en exposiciones como 'Geografía y movilidad' (Viena), 'Utopía' (Londres) y el Bienal de Arte Político de El Cairo. Es realizadora de varios informes en formato documental, ha sido editora del audiovisual Frontera Sur, ayudante de producción del documental de CNN y BBC Living with ilegals y guionista de Niños en el camino para la ONG Save the Children. También guionista del documental Tarajal: Transformar el dolor en justicia, producido por el Colectivo Caminando Fronteras. En el mismo se relata la polémica tragedia en la playa española de Tarajal desde la perspectiva de las familias de las víctimas, que se organizan en un proceso inédito en el África subsahariana para exigir responsabilidades a los estados europeos y conseguir justicia.

## Accidente en el desierto
El 1 de octubre de 2005 las comunidades migrantes reportaron a Maleno que cientos de personas eran deportadas y abandonadas en el desierto donde muchas acababan muriendo y que la situación era invisibilizada. El 8 de octubre Maleno salió con una comisión organizada para llevar desde Tánger 500 raciones de comida a los migrantes abandonados y a la vez poder documentar la tragedia. Durante varios días siguieron a los convoyes cargados de decenas de hombres, mujeres embarazadas y niños migrantes que seguían siendo desplazados al desierto. Su labor fue fundamental para denunciar internacionalmente dichas vulneraciones de derechos, tal y como cubrió el periodista Luis de Vega en ABC. Sin embargo, tras haber recorrido más de 6.000 kilómetros en coche, un accidente trunca la persecución de otro convoy. Helena y su compañero Francisco son hospitalizados en El Aaiún y trasladados a Las Palmas de Gran Canaria. Le fueron necesarios varios meses en silla de ruedas para recuperarse de las heridas.

## Criminalización policial y reconocimiento internacional
La defensora ha denunciado que sufre desde hace años llamadas, persecuciones y agresiones que tienen como objetivo acabar con el trabajo que realiza a través de su organización y que han puesto en peligro su propia vida. Uno de los episodios más graves, según ha señalado, fue el sufrido en el barrio de Boukhalef (Tánger) en 2014, en el que sufrió un intento de asesinato tras tratar de proteger a mujeres y niños en unas redadas racistas.
En agosto de 2017 Maleno recibió la foto de una pistola cargada con el mensaje "Le sugiero el silencio o morirá. Está incomodando a las autoridades". Organizaciones impulsaron una campaña en su defensa bajo el lema #DefenderAQuienDefiende, que fue suscrita por más de 500 entidades internacionales. La Organización Mundial Contra la Tortura y la Federación Internacional por los Derechos Humanos emitieron un comunicado exigiendo a los Estados dirimir responsabilidades políticas y garantizar la seguridad de la defensora.
El día 5 de diciembre de 2017, Helena Maleno fue citada por la justicia marroquí en el Tribunal de Apelaciones de Tánger acusada de “tráfico de inmigrantes y favorecimiento de la inmigración ilegal” por sus llamadas a los servicios de rescate cuando hay personas cuya vida corre peligro en el mar, enfrentándose a una cadena perpetua. El juez confirmó que las acusaciones se fundamentaban en cuatro dosieres criminales elaborados por la UCRIF del Cuerpo Nacional de Policía de España. Una investigación que comienza en 2012 "sin ningún tipo de control judicial y vulnerando derechos fundamentales de la defensora", tal y como recogen la Relatora Especial de Ejecuciones Extrajudiciales y el Relator de Defensores de Derechos Humanos de las Naciones Unidas en sus respectivos informes sobre el caso. Las falsas acusaciones de la Policía fueron respondidas con una campaña internacional de solidaridad con el lema #DefendiendoAMaleno. Al manifiesto en apoyo a Helena Maleno se suscribieron más de mil entidades internacionales y doscientas personalidades como Luis García Montero, Almudena Grandes, Javier Bardem o Joaquín Sabina.
Pese a que una primera causa había sido archivada en 2016 por la Audiencia Nacional de España al no existir delito, los dosieres criminales fueron enviados a Marruecos. Al denunciarse la criminalización policial, el apoyo ciudadano se tradujo en el envío de 56.000 cartas en menos de 36 horas a los Ministerios de Interior y Exterior españoles exigiendo que notificasen a Marruecos el archivo de la causa judicial contra la defensora. El Ayuntamiento de Madrid, el Parlamento de las Islas Baleares o su localidad natal, aprobaron por unanimidad de todas las fuerzas políticas, de derecha a izquierda, mociones de solidaridad con Helena Maleno. Instituciones como la Iglesia católica en España o el Ararteko hicieron público su apoyo, así como la Presidenta del Congreso de los Diputados y exministra del Gobierno de España por el Partido Popular, Ana Pastor, que declaró: "Eres una extraordinaria mujer que has dejado todo por estar donde se necesita y para defender la vida y los derechos de las personas. Toda la sociedad española debemos estar contigo”.
El 11 de marzo de 2019 el tribunal de Tánger que investigaba la causa contra Maleno procedió a archivarla, reconociendo su trabajo como una labor legítima de defensa de Derechos Humanos. "En un momento en que la defensa de derechos de personas migrantes está criminalizada en Europa, el archivo de la causa es una noticia ejemplar para seguir", declaró la defensora. Organizaciones marroquíes y españolas de Derechos Humanos celebraron el archivo como una sentencia inédita que sentaba jurisprudencia para "la defensa del derecho a la vida en las fronteras". Uno de los principales periódicos marroquíes, Akhbar Alyawm, titulaba en portada: "La justicia marroquí avergüenza internacionalmente a la policía española y archiva la causa contra Helena Maleno".
A pesar de sus victorias judiciales, la persecución policial ha persistido. El 23 de enero de 2021 Maleno denunció haber sido deportada con violencia desde su hogar en Marruecos, siendo separada de su hija pequeña durante 32 días.  En un vídeo publicado en prensa, afirmaba: "En el último año, he recibido hasta treinta y siete ataques: amenazas de muerte, agresiones, pinchazos telefónicos y allanamientos a mi hogar". En su defensa, las principales entidades mundiales de derechos humanos (FIDH, OMCT, Front Line Defenders, Amnistía Internacional, International Service for Human Rights y Urgent Action Fund for Women's Human Rights) lanzaron una carta al Presidente del Gobierno de España exigiendo #JusticiaParaHelenaMaleno, que fue suscrita por más de 700 entidades españolas e internacionales, entre ellas la Iglesia Católica, la Coordinadora Estatal de ONG, Oxfam Intermón o la Asociación Pro Derechos Humanos de España. La Ministra de Asuntos Exteriores de España, Arancha González Laya, se pronunció en el Congreso de los Diputados sobre Helena Maleno: "El Gobierno de España respeta su labor como defensora de derechos humanos merecedora de numerosos premios". Varios ministros secundaron el apoyo público a Maleno. No obstante, las organizaciones internacionales esperan el pronunciamiento del Presidente del Gobierno ante la criminalización que persiste contra la defensora desde el Ministerio del Interior y la UCRIF de la Policía Nacional.
El Papa Francisco invitó a Maleno a su residencia privada de Santa Marta (Ciudad del Vaticano), donde le expresó: "Sigo de cerca tu caso de criminalización. Continúa luchando por los derechos de las personas migrantes, ese es el Camino".

## Premios nacionales e internacionales
- Premio Derechos Humanos 2014 de la Unión Progresista de Fiscales[40]
- Premio Derechos Humanos 2015 del Consejo General de la Abogacía Española[41]
- Distinción por la Defensa de los Derechos de las Mujeres Migrantes del Instituto Andaluz de la Mujer (2016)[42]
- Distinción por la Defensa de los Derechos de las Mujeres Víctimas de Trata de la Fundación Amaranta (2017).
- Mención especial en los Premios Dignidad 2017 del Ayuntamiento de Granada.[43]
- Premio Mundo Negro a la Fraternidad 2017.[44]
- Premio Puñetas Periféricas 2018 de la Asociación de Comunicadores e Informadores Jurídicos.[45]
- Premio Gernika por la Paz y la Reconciliación 2018 en el 81.er aniversario del bombardeo de Guernica.[46]
- Premio Valors 2018 del Consejo de la Abogacía Catalana.[47]
- Premio Etnosur 2018 del Festival de Encuentros Étnicos del Sur.[48]
- Premio Séan McBride 2018 de la Oficina International por la Paz.[49]
- Reconocimiento Ànima 2018 del Centro de Iniciativas Solidarias Ángel Olarán.[50]
- Premio Nacional de Periodismo 2018 de la Asociación Pro Derechos Humanos de España.[51]
- Premio Emilio Castelar 2019 de la Asociación de Progresistas de España.[52]
- Premio Encuentro de Solidaridad con los Pueblos de África y Latinoamérica (ESPAL) 2019.[53]
- Premio Padre Arrupe 2019 de la Universidad Pontificia de Comillas.[54]
- Premio Pimentel Fonseca 2019 del Festival Internacional de Periodismo Civil de Italia.[55]
- Nominación al Premio Aurora Prize for Awakening Humanity 2019.[11]
- Premio García Caparrós 2020 de la Fundación Memoria y Cultura.[56]
- Premio Mujer 2021 del Ayuntamiento de San Quirico del Vallés.[57]
- Doctorado honoris causa por la Universidad de las Islas Baleares.[58]
- Premio honorífico 2021 de la Universitat Progressista d'Estiu de Catalunya.[59]
- Premio Woman of Courage Award 2021 del United Nations Anima (UNANIMA).[60]
- Premio Extremadura Global 2021 del Gobierno de la Junta de Extremadura.[61]
- Reconocimiento Internacional Derechos Humanos ACAMPA 2022.[62]
- Premio Humanizar 2022 del Centro Español de Humanización de la Salud.[63]
- Premio Desalambre 2022 de eldiario.es[64]
- Premio Cadena Ser 2023 [65]
- Premio Infolibre al Compromiso Social 2024 [66]

## Publicaciones
- Gender Transitions Along Borders. The Northern Borderlands of Mexico and Morocco. Coautora. Editorial Routledge, New York 2016.
- Todas: crónicas de violencias contra las mujeres. Coautora. Editorial libros.com, España 2018.
- Mujer de Frontera. Editorial Planeta, España 2020.
- Mujer de Frontera (versión audiolibro, interpretado por la actriz Alba Flores para Audible) [67]